# Mattan & Ger-Asthari
Mattan ou Mettenos et Ger-Asthari  Shoftim ou Suffètes de Tyr de 561 à 556 av J.C. 
« Myttynos et Gerastratos », fils de Abdelimos furent Suffètes de Tyr pendant 6 ans.

## Sources
- Sabatino Moscati Les Phéniciens Arthème Fayard Paris (1971)  (ISBN 2501003543).